# Pentagastrina
La pentagastrina è un polipeptide contenente la stessa sequenza di quattro aminoacidi che si trova nella porzione C-terminale della gastrina, ormone naturale polipeptidico. 
La porzione C-terminale della molecola della gastrina è responsabile della stimolazione della secrezione gastrica.

## Farmacodinamica
La pentagastrina determina effetti farmacologici simili a quelli prodotti dalla gastrina, l'ormone naturale prodotto dalle cellule G della mucosa gastrica: stimola le diverse cellule della mucosa dello stomaco alla secrezione di acido cloridrico, di pepsina e di fattore intrinseco.
Ad alte dosi, paradossalmente, il farmaco può inibire la secrezione acida gastrica.

L'esatto meccanismo con cui il peptide determini i suoi effetti è noto solo in parte. Si ritiene comunque che la pentagastrina stimoli i recettori gastrinici sia delle cellule parietali che delle cellule neuroendocrine ECL (produttrici di istamina).
La vagotomia riduce del 60% circa la quantità di acido cloridrico secreto dalle cellule parietali (ossintiche) in risposta ad una dose di pentagastrina.
La pentagastrina determina anche altri effetti: diminuisce il tempo di svuotamento gastrico e aumenta il flusso ematico a livello della mucosa gastrica; inibisce l'assorbimento di acqua ed elettroliti dall'ileo, promuove l'eliminazione urinaria di sodio e cloro ed incrementa la motilità gastrointestinale stimolando direttamente la muscolatura liscia intestinale.
La somministrazione intramuscolare di dosi elevate di pentagastrina stimola inoltre la secrezione di enzimi pancreatici, bicarbonato e bile e causa contrazione della cistifellea. 
La somministrazione endovenosa del farmaco determina la contrazione dello sfintere esofageo inferiore. 
In un certo numero di pazienti con spasmi esofagei la pentagastrina ha indotto un aumento della peristalsi esofagea.

## Farmacocinetica
La pentagastrina, ormone polipeptidico, non è efficace se somministrata per via orale o sublinguale (può essere degradata e digerita dagli enzimi gastrici), mentre è rapidamente assorbita in seguito a somministrazione parenterale.
La somministrazione sottocutanea del farmaco è estremamente efficace, similmente l'inalazione nasale di polvere di pentagastrina (i livelli di secrezione acida gastrica sono assolutamente sovrapponibili). 
Dopo la somministrazione sottocutanea la stimolazione acida gastrica viene raggiunta nel giro di circa 10 minuti, nella maggior parte dei pazienti gli effetti massimi sono evidenti entro 20-30 minuti. 
La durata dell'effetto farmacologico è di poco superiore ad un'ora (60-80 minuti). 
Studi in vitro e su animali indicano che il metabolismo del farmaco avviene nella ghiandola epatica attraverso reazioni di deaminazione a formare il derivato acido. 
L'emivita plasmatica della pentagastrina è estremamente breve, in genere inferiore al minuto. Studi effettuati sui cani hanno dimostrato che l'eliminazione della molecola avviene principalmente attraverso processi di escrezione biliare. Circa il 40% del farmaco è escreto immodificato, un 40% circa sotto forma del derivato acido ed una quota pari al 15-17% come metaboliti non ancora completamente identificati. Solo una quantità trascurabile è escreta attraverso le urine.

## Usi clinici
La pentagastrina trova utilizzo come mezzo diagnostico per valutare la secrezione acida gastrica.
- Acloridria (inadeguata secrezione di acido cloridrico).

Mezzo diagnostico efficace in soggetti con sospetta anemia perniciosa, gastrite atrofica, carcinoma gastrico. Valida anche per stabilire la riduzione della produzione di acido a seguito di resezione gastrica per ulcera peptica o interventi di vagotomia.
- Ipersecrezione gastrica

Indicata nella diagnosi in soggetti con possibile ulcera duodenale o gastrica post intervento chirurgico, e nella diagnosi di sindrome di Zollinger-Ellison.
Oltre a ciò il polipeptide è stato utilizzato per valutare la funzionalità pancreatica, in quanto si caratterizza anche per un'azione di stimolo della secrezione di enzimi pancreatici. 
In via sperimentale alcuni studiosi sono ricorsi alla somministrazione endovenosa del farmaco come test di provocazione per aumentare la secrezione di calcitonina nella diagnosi di carcinoma midollare della tiroide.

## Effetti collaterali e indesiderati
La pentagastrina può causare disturbi gastrointestinali, in particolare nausea, vomito, borborigmi, crampi addominali, che in genere  si risolvono entro 15-20 minuti dalla somministrazione sottocutanea.

Occasionalmente sono stati riportati disturbi renali (nefropatia tubulointerstiziale acuta), effetti cardiovascolari (tra cui tachicardia, bradicardia, ipotensione), e arrossamenti cutanei. Possono verificarsi inoltre cefalea, sensazione di testa vuota, transitorio offuscamento della vista, parestesie, brividi, stanchezza, vertigini, sonnolenza, sudorazione e sensibilità alterata a livello delle estremità.
 
Le reazioni allergiche o da ipersensibilità (orticaria e rash cutaneo) così come le alterazioni della crasi ematica (trombocitopenia) sono rare.

## Controindicazioni
La pentagastrina è controindicata nei soggetti con ipersensibilità individuale nota al principio attivo così come nel caso di idiosincrasia.

È preferibile evitare l'uso del farmaco nei bambini, nelle donne in stato di gravidanza e in quelle che allattano al seno, poiché non è stata adeguatamente documentata la sicurezza del farmaco in tali situazioni.

La pentagastrina deve essere somministrata con grande cautela in soggetti con ulcera peptica o sanguinamento gastrointestinale poiché queste condizioni possono essere esacerbate. Nei soggetti affetti da malattie pancreatiche, epatiche o del tratto biliare è necessario fare un'attenta valutazione del rapporto rischio/beneficio: l'effetto di stimolazione della secrezione pancreatica e di bile indotto dal polipeptide non è certamente desiderabile nelle condizioni citate.
 
Si deve ricordare che la somministrazione di dosi di farmaco superiori a quelle raccomandate può inibire la secrezione acida gastrica.

## Dosi terapeutiche
La pentagastrina viene solitamente somministrata per via sottocutanea oppure per via intramuscolare alle dosi di 6 µg/kg.
Se viene somministrata per infusione endovenosa il farmaco è diluito in soluzione fisiologica e le dosi sono di 0,6 µg/kg/ora. 
La polvere di pentagastrina viene somministrata per inalazione nasale alla dose di 1 mg ogni 10 minuti per un'ora. 
Nel test per la diagnosi del carcinoma midollare della tiroide vengono somministrati per via endovenosa 0,5 µg/kg di farmaco in dose singola. La pentagastrina viene diluita in 2-4 ml di soluzione fisiologica e la somministrazione dura 5-10 secondi. Si raccolgono campioni di sangue 1, 2, 5, 10, 15 e 20 minuti dopo l'iniezione e se ne determina il contenuto in calcitonina.

## Avvertenze
Nel caso le soluzioni iniettabili di pentagastrina abbiano mutato la colorazione originaria, non dovrebbero essere utilizzate.

Il farmaco può causare sonnolenza e diminuzione dell'attenzione pertanto si consigliano particolari precauzioni nella guida di veicoli a motore  e nelle attività che richiedono concentrazione.